# 352333 Sylvievauclair
352333 Sylvievauclair este un asteroid din centura principală. 

## Descoperirea asteroidului
Asteroidul a fost descoperit la 1 noiembrie 2007, la Observatorul La Silla al Observatorului European Austral, din Chile, de către astronomul Peter Kocher, folosind telescopul Marly.

## Denumirea asteroidului
La 18 august 2016, asteroidul a primit numele 352333 Sylvievauclair, în onoarea astrofizicienei franceze Sylvie Vauclair, fostă studentă a astrofizicianului canadian Hubert Reeves.

## Caracteristici
Asteroidul prezintă o orbită caracterizată de o semiaxă majoră egală cu 2,73 u.a., o excentricitate de 0,25 și de o înclinație de 10,1° în raport cu ecliptica.